# Leskovac Barilovićki
Leskovac Barilovićki is een plaats in de gemeente Barilović in de Kroatische provincie Karlovac. De plaats telt 147 inwoners (2001).